# 李符 (清朝)
李符（1639年—1689年），原名符遠，字分虎，號耕客，浙江嘉興人。清初詩人。

## 生平
崇祯十二年（1639年）生，與諸兄李繩遠、李良年齐名，號稱三李。早年受知於曹溶，同朱彝尊等结诗社，相互吟詠，彝尊称其“精研於南宋诸名家，而分虎之词，愈变而极工，方之武会，无异埙篪之迭和也”。陈廷焯曰：“二李词绝相类，大约皆规模南宋，羽翼竹垞者。武曾较雅正，而才气则分虎为胜。”康熙二十八年（1689年）卒。著有《香草居集》、《耒边词》，存詞181首。